# Senja Pusula
Senja Anneli Pusula (* 26. März 1941 in Pieksämäki, Etelä-Savo) ist eine ehemalige finnische Skilangläuferin.
Pusula feierte bei den Olympischen Winterspielen 1964 in Innsbruck ihre erste olympische Bronzemedaille mit der Staffel. Darüber hinaus belegte sie über 10 km den sechsten Platz und über 5 km den neunten.
Bei ihren zweiten Olympischen Spielen 1968 in Grenoble konnte sie keine weiteren Medaillen gewinnen. Mit der Staffel erreichte sie den fünften Platz, über 5 km den achten und im 10-km-Rennen den zwölften Platz.
Ihre letzte internationale Medaille gewann sie bei den nordischen Skiweltmeisterschaften 1970 in Vysoké Tatry, als sie erneut mit der Staffel Bronze erreichte. 
Bei den Olympischen Winterspielen 1972 in Sapporo trat sie nur noch über 5 km an und wurde am Ende 25. Bei den Svenska Skidspelen siegte sie 1965 mit der Staffel und 1968 über 10 km. Zudem errang sie dabei 1965 den dritten Platz über 10 km und in den Jahren 1967 und 1969 jeweils den dritten Platz mit der Staffel. Bei den Lahti Ski Games gewann sie 1966 über 10 km, 1968 und 1970 mit der Staffel und belegte 1967 den dritten Platz mit der Staffel, 1968 den zweiten Platz über 10 km und 1971 den zweiten Platz mit der Staffel. Im Jahr 1968 triumphierte sie am Holmenkollen beim Holmenkollen Skifestival über 5 km. Bei finnischen Meisterschaften siegte sie dreimal über 10 km (1965, 1967, 1968) und zweimal über 5 km (1965, 1966).
Zwischen 1976 und 1982 war Pusula Vorstandsmitglied im finnischen Skiverband.
Mit ihrem Mann Ilpo Nuolikivi, einem nordischen Kombinierer, betrieb sie außerdem eine Rinderfarm.